# 湯瑋銳
湯瑋銳（英語：Stanley Tang，1992年—），是香港的億萬富翁科技企業家，最為人所知的是作為DoorDash的聯合創始人兼首席產品官。他與徐迅、安迪·方和Evan Moore於2013年共同創立了該公司。
DoorDash於2020年12月進行了IPO ，並且據估算，截至2020年12月，湯瑋銳的淨資產約為22億美元。

## 個人生活
湯瑋銳在香港長大，擁有斯坦福大學計算機科學學士學位 ，現時居住在加利福尼亞州舊金山。